# Народна република Кампучия
Народна република Кампучия (НРК) (кхмерски: សាធារណរដ្ឋប្រជាមានិតកម្ពុជា) е официалното название на Камбоджа в периода 1979 – 1989.

## История
Провъзгласена е от „Фронт за Спасение“, група леви камбоджанци, недоволни от червените кхмери, след свалянето на правителството на Пол Пот. След инвазията на виетнамската армия, подкрепена и от съветски военни специалисти и монголски войски, Виетнам, СССР Монголия, Лаос стават основни съюзници на страната, а тя става марионетна на виетнамците. Народна република Кампучия, освен със СССР и Виетнам, е стратегически съюзник и с Народна република България, Социалистическа република Румъния и централно-европейските социалистически страни. Особено огромно е сътрудничеството със социалистическа България, която след СССР и Виетнам е най-големият инвеститор и кредитор на Кампучия, на която са предоставени от Н. Р. България кредити и безвъзмездни помощи за развитие на кампучийската икономика, селското стопанство и продажба на оръжие на стойност 8 млн. преводни рубли за периода 1979 – 1989 г. на кампучийската страна, която е петия в света и втори в Азия (след Монголия) главен оръжеен партньор на социалистическа България, а българската техническа помощ е основна в изграждането на обекти като предприятия в селското стопанство, горско-каучуковата промишленост, болници и командироване военни инструктори от БНА за обучение на Кампучийската народно-революционна армия.
НРК е създадена след период на пълно унищожаване на институциите в страната, инфраструктурата и интелигенцията от Червените кхмери.
Народна република Кампучия е преименувана на Камбоджа през последните четири години от съществуването си, в опит да привлече международната симпатия. Тя запазва повечето от ръководителите си и еднопартийната структура, когато е в процес на преход и в крайна сметка стига до възстановяване на кралство Камбоджа.